# Wild Things Run Fast

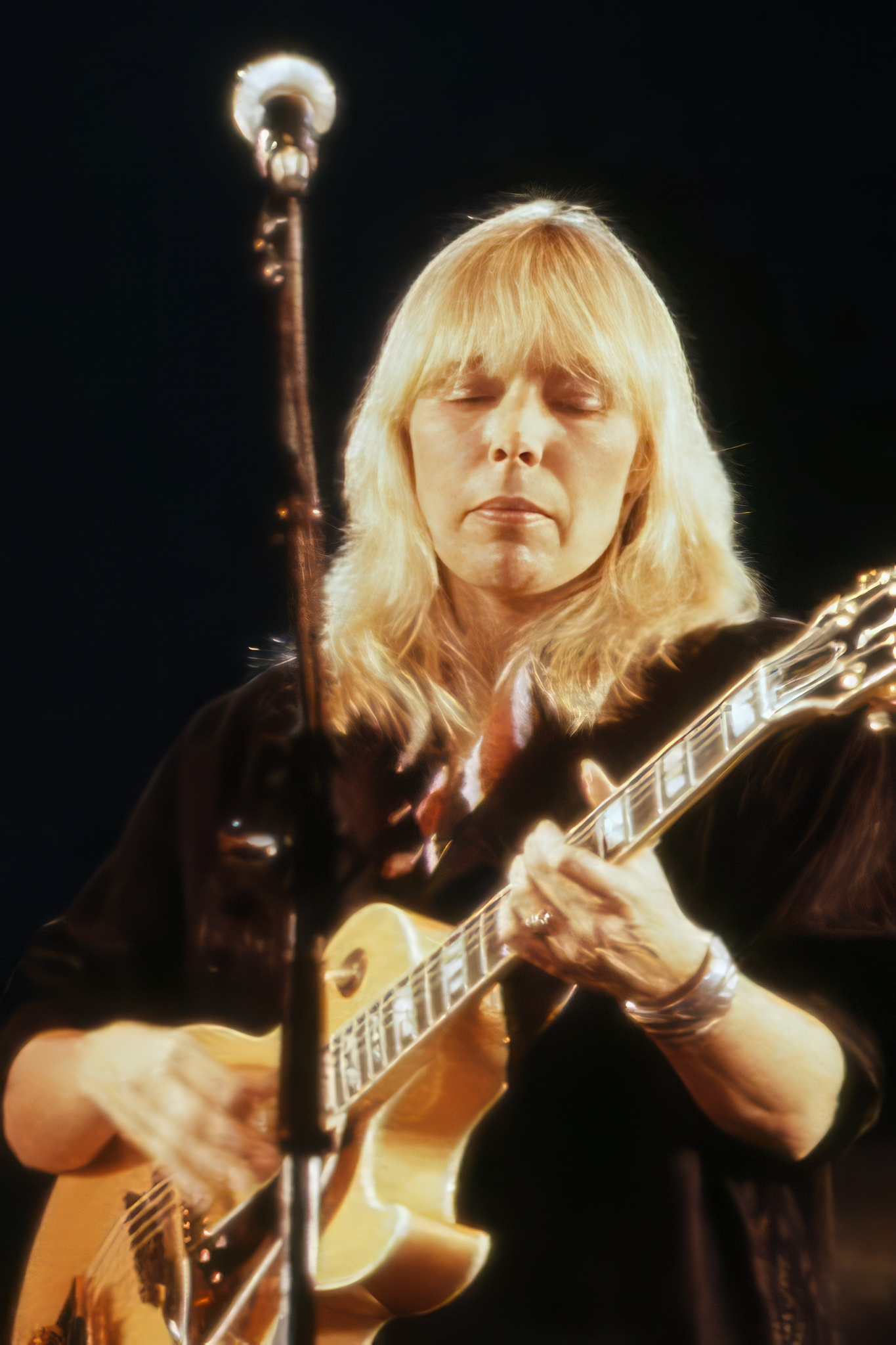
Joni Mitchell (1983)

Wild Things Run Fast ist das elfte Studioalbum von Joni Mitchell und wurde 1982 veröffentlicht.
Es war ihr erstes von vier Alben für Geffen Records und zeigt ihre Abkehr vom Jazz hin zu einem Pop-Sound der 1980er Jahre. Es war das erste Album, auf dem sie mit dem Bassisten Larry Klein zusammenarbeitete, den sie 1982 heiratete.

## Hintergrund
Mitchell sagte, die Inspiration für das Album sei ihr gekommen, als sie 1981 während einer Karibikreise in einer Diskothek die Musik von populären Bands wie Steely Dan, Talking Heads und The Police hörte. Sie verliebte sich besonders in die Musik von The Police und war vom Lied De Do Do Do, De Da Da Da mit seinen wechselnden Rhythmen beeindruckt: „Ihre rhythmischen Mischungen, die Positionierung des Schlagzeugs und der Klang des Schlagzeugs war einer der wichtigsten Aufrufe an mich, ein rhythmischeres Album zu machen.“
Mitchell erläuterte: „Larry und ich haben uns viele Trends angehört und wir haben sie abgemildert... Larry ist ein ‚Sound‘-Mann. Sein Ohr hört bestimmte Dinge und er weist mich darauf hin. So viel – der Sound des Albums – hat mit Larrys Input zu tun.“ Sie widmete ihm das Album mit der Botschaft: „Besonderen Dank an Larry Klein, dass er sich mit mir um dieses Album gekümmert hat.“

## Titelliste
Alle Titel wurden von Mitchell geschrieben, wenn nicht anders angegeben. Auch das Coverbild wurde von Mitchell erstellt.
Seite 1
1. Chinese Café / Unchained Melody – Joni Mitchell / Alex North, Hy Zaret – 5:17
2. Wild Things Run Fast – 2:12
3. Ladies’ Man – 2:37
4. Moon at the Window – 3:42
5. Solid Love – 2:57

Seite 2
1. Be Cool – 4:12
2. (You’re So Square) Baby I Don’t Care – Leiber/Stoller – 2:36
3. You Dream Flat Tires – 2:50
4. Man to Man – 3:42
5. Underneath the Streetlight – 2:14
6. Love – 3:46

## Musiker
Die Titelnummerierung bezieht sich auf die CD-Version des Albums.
- Joni Mitchell – Gesang; akustische Gitarre auf 3, 5, 9, 10, 11; elektrische Gitarre auf 4, 6, 8; Klavier auf 1; elektrisches Klavier auf 10
- Larry Klein – Bass, rhythmisches Arrangements auf 2, 7
- Michael Landau – E-Gitarre auf 5, 7, 8, 10
- Steve Lukather – elektrische Gitarre auf 1, 2, 9, 11
- John Guerin – Schlagzeug auf 1, 4, 6, 9
- Vinnie Colaiuta – Schlagzeug auf 2, 3, 5, 7, 8, 10, 11, rhythmische Arrangements auf 2, 7
- Don Alias – rhythmische Arrangements auf 6
- Larry Williams – Prophet-Synthesizer auf 1, 2, 3; Tenorsaxophon auf 3, 7
- Russell Ferrante – Oberheim-Synthesizer auf 4, 6, 9
- Wayne Shorter – Sopransaxophon auf 4, 6, 11
- Larry Carlton – Gitarre auf 3
- Victor Feldman – Schlagzeug auf 9
- Kim Hutchcroft – Baritonsaxophon auf 7
- Lionel Richie – Hintergrundgesang auf 3, 8
- Charles Valentino, Howard Kinney – Hintergrundgesang auf 3
- James Taylor – Hintergrundgesang auf 9
- John Guerin, Kenny Rankin, Robert De La Garza, Skip Cottrell – Flüsterchor auf 6

## Welttournee
Die anschließende Welttournee führte Mitchell durch die USA, Europa, Asien und Australien. Ein Video der Tournee wurde 1983 unter dem Titel Refuge of the Roads veröffentlicht. Die aufgezeichneten Auftritte wurden nicht vor einem Live-Publikum aufgeführt, sondern nach Abschluss der Tournee live in einem Studio aufgenommen, wobei der Applaus in der Nachbearbeitung eingespielt wurde. Es gab auch einige Super-8-Aufnahmen, die Mitchell während der Tournee gemacht hatte. Es wurde inzwischen auf DVD veröffentlicht.